# Le Fau
Le Fau é uma comuna francesa na região administrativa de Auvérnia-Ródano-Alpes, no departamento de Cantal. Estende-se por uma área de 19,46 km². Em 2010 a comuna tinha 29 habitantes (densidade: 1,5 hab./km²).